# Aerva sansibarica
Aerva sansibarica är en amarantväxtart som beskrevs av Karl Suessenguth. Aerva sansibarica ingår i släktet Aerva och familjen amarantväxter. Inga underarter finns listade i Catalogue of Life.